# Lužanka
Lužanka je pravostranný přítok říčky Javorky v okrese Jičín v Královéhradeckém kraji. Plocha povodí činí 29,1 km².

## Průběh toku
Pramen se nachází v lese jihovýchodně od obce Lužany v nadmořské výšce 345 m. Dále protéká obcí Lužany, podle kterých nese svůj název. Následně teče jižním směrem, teče pod silnicí I/35, obtéká přírodní rezervaci Kovačská bažantnice. Dále teče jihovýchodním směrem obcí Kovač, přijímá zleva Kamenický potok a z obou stran několik bezejmenných potoků a opět se stáčí k jihu. Další obec, kterou Lužanka protéká, se jmenuje Třtěnice. Za Třtěnicemi se stáčí k jihovýchodu a přijímá několik bezejmenných potoků. Dále protéká Chomutičkami a Nevraticemi. Na rozhraní Nevratic a Starých Smrkovicí potok podteče pod silnicí II/327 a ve Starých Smrkovicích se Lužanka zprava vlévá do Javorky v nadmořské výšce 245 m.